# مطعم غير رسمي سريع

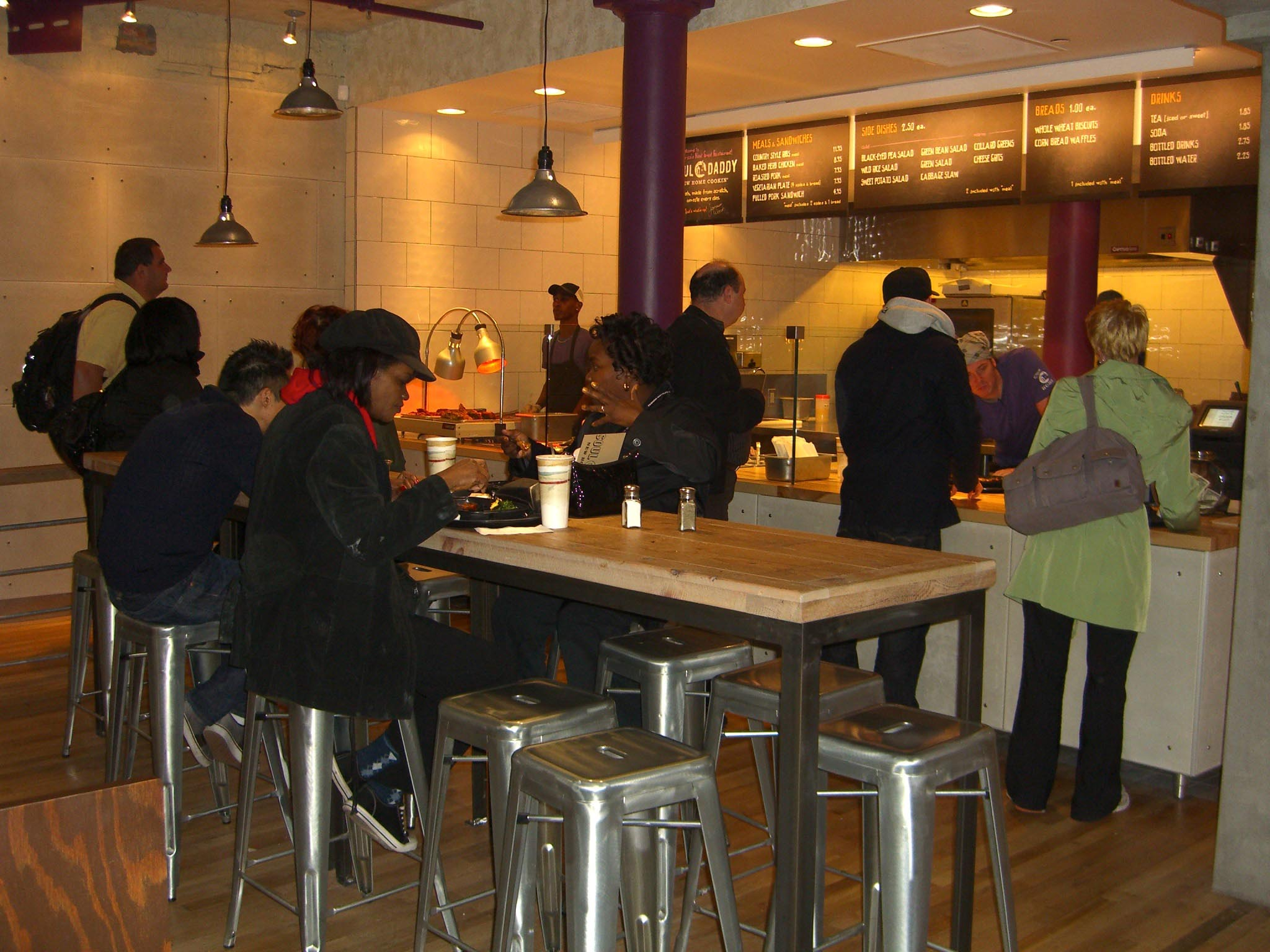
زبائن في فرع لمطعم سول دادي في مدينة نيويورك.

المطاعم السريعة غير الرسمية، هو نوع من المطاعم التي لا تقدم خدمة مائدة كاملة ولكنها تقدم طعامًا ذو جودة أفضل من مطاعم الوجبات السريعة وتستخدم عددًا أقل من المنتجات المجمدة أو المصنعة، وهو مفهوم وسيط يقع بين مطاعم الوجبات السريعة ومطاعم الجلوس (المطاعم التي تقدم طعامًا بأسعار معتدلة في جو غير رسمي).
يتواجد هذه النوع من المطاعم بشكل أساسي في الولايات المتحدة وكندا.

## التاريخ
اُبتكرت الفكرة في أوائل التسعينات في الولايات المتحدة الأمريكية إلا أنها لم تحظ بقبول واسع إلا في الفترة من عام 2000 و 2010. أثناء الركود الاقتصادي بداية 2007 زادت مبيعات الوجبات السريعة غير الرسمية إلى الفئة العمرية من 18 إلى 34 عامًا . يتجه ذوي الدخل المحدود من المستهلكين إلى هذا النوع من المطاعم نظرًا لأنهم يعتبرونه خيارًا صحي لهم.
يعود الفضل إلى بول بارون ناشر ومؤسس موقع FastCasual.com في صياغة مصطلح "سريع غير رسمي" في أواخر التسعينيات.كما يُنسب مصطلح "سريع غير رسمي" أيضًا إلى هوراشيو لونسديل-هاندز وهو رئيس مجلس الإدارة والرئيس التنفيذي السابق لشركة ZuZu Inc.
عرفت شركة Technomic Information Services "المطاعم السريعة غير الرسمية" على أنها تلبي المعايير التالية:
- الخدمة فيها محدودة أو الخدمة ذاتية.
- متوسط سعر الوجبة بين 8 دولارات و 15 دولارًا.
- طعام مصنوع حسب الطلب بنكهات أكثر تعقيدًا من مطاعم الوجبات السريعة.
- ديكور راقي أو فريد أو متطور للغاية.
- في أغلب الأحيان لن تقدم الطعام لركاب السيارة.

## مرجع
1. ↑  Julia Moskin (25 يوليو 2014). "Hold the Regret? Fast-Food Seeks Virtuous Side". نيويورك تايمز. مؤرشف من الأصل في 2019-01-07. اطلع عليه بتاريخ 2014-07-27. These ambitious new chains make up only a sliver of the nation's $683 billion restaurant industry. But all are within its swiftest-growing segment, "fast-casual", a subset of fast-food that includes places like Chipotle and Panera, whose offerings are marketed as a rung or two higher than those of Burger King or Taco Bell: fewer frozen and highly processed ingredients, more-comfortable seats, better coffee and (sometimes) healthier food.
2. ↑  "2010's Twenty Largest Fast-Casual Franchises". BlueMauMau. مؤرشف من الأصل في 2018-03-30. اطلع عليه بتاريخ 2011-06-29.
3. 1 2  Jargon, Julie (فبراير 1, 2010). "As Sales Drop, Burger King Draws Critics for Courting 'Super Fans'". The Wall Street Journal. Yahoo! Finance. مؤرشف من الأصل في فبراير 4, 2010. اطلع عليه بتاريخ فبراير 1, 2010.
4. ↑  Panera Bread Most Expensive Expensed Chain Restaurant | Money نسخة محفوظة 02 يناير 2018 على موقع واي باك مشين.
5. ↑  Wheelen، Thomas L.؛ Hunger، J. David (2006). Strategic Management and Business Policy: Cases (ط. 10th). Upper Saddle River, N.J: Pearson Prentice Hall. ISBN:978-0-13-149460-2.